# Chasse fantastique

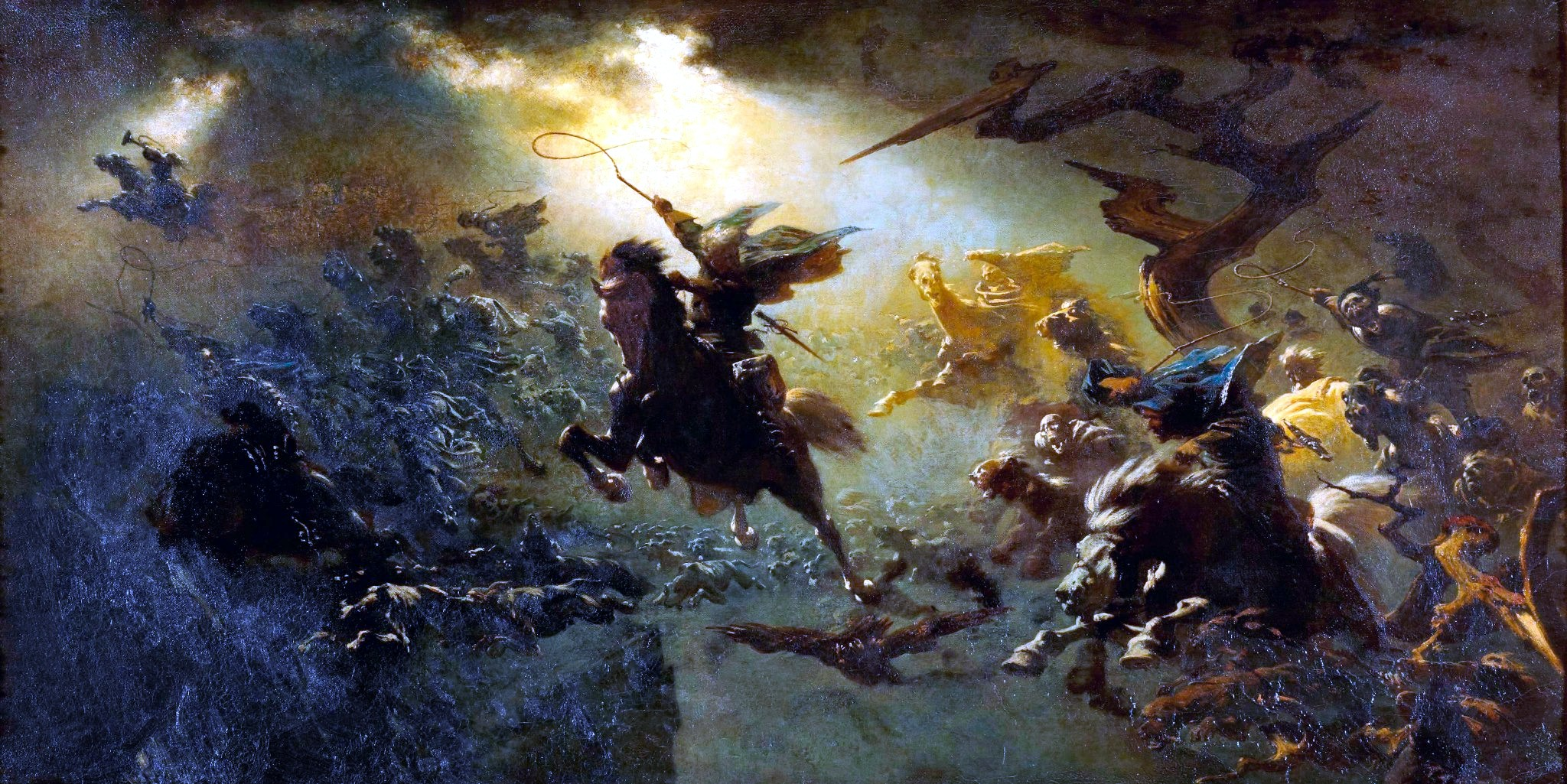
Die Wilde Jagd
(« La Chasse sauvage »).
Toile de Johann Wilhelm Cordes, vers 1856.

La chasse fantastique, chasse aérienne, chasse sauvage dans la désignation générique, est un mythe populaire européen impliquant un groupe fantomatique ou surnaturel de chasseurs qui mènent une poursuite sauvage. Les chasseurs peuvent être des elfes, des fées ou des morts, et le chef de la chasse est souvent une figure associée au dieu germanique Wotan (Odin).
La légende est présente dans un grand nombre de pays, le Centre et le Nord de l'Europe, et dans la plupart des régions de France, l'Ouest et le Sud-Ouest, le Centre et l'Est. Elle est attachée à de nombreux phénomènes naturels tel le fracas d'une tempête nocturne, d'un grand vent, parfois d'un vol d'oiseaux migrateurs, assimilés au passage de cavaliers en chasse et de meutes de chiens emportés dans les airs à la suite d'une malédiction. Ces légendes, issues d’un fonds commun, portent des noms très variés. De nature syncrétique, ces récits ont été soumis à des réorganisations et des intégrations successives par les dogmes religieux dominants.

## Origine

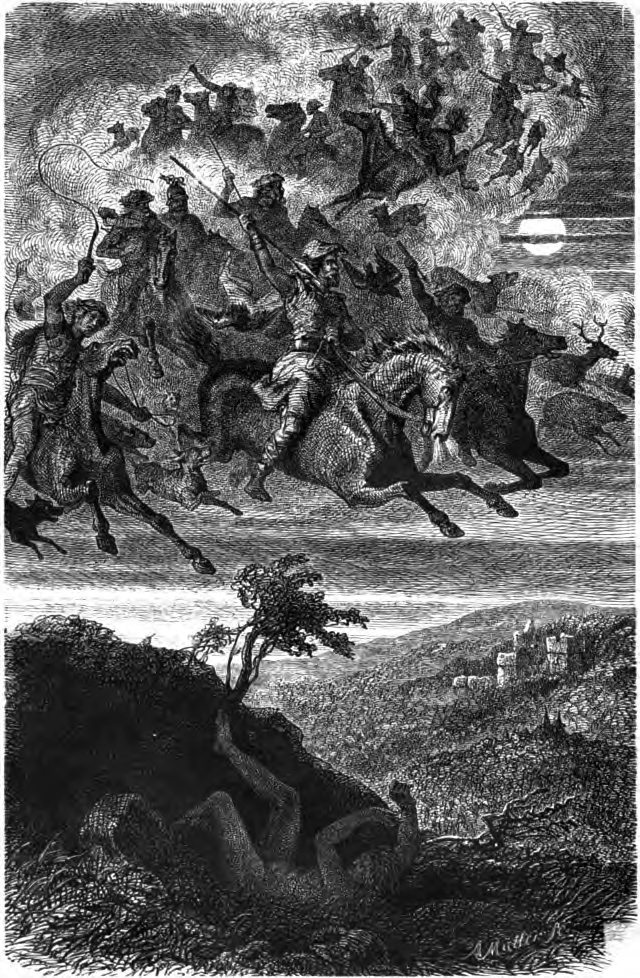
La chasse sauvage de Wotan, par F. W. Heine.

Le thème de l’armée des défunts, menés par leur dieu Odin, passant avec fracas dans le ciel nocturne autour du solstice d’hiver, est anciennement connu dans l’ensemble de l’aire germanique. Le germaniste et médiéviste Otto Höfler a rapproché la légende et ses variations folkloriques plus tardives des cultes antiques liés aux compagnonnages guerriers indo-européens, ainsi que des cultes des morts.
Cette analyse est reprise par l'historienne des religions Kris Kershaw, qui étend son étude à d'autres compagnonnages guerriers du monde indo-européen, tels que les Maruts en Inde. Ces cultes importants dans la vie religieuse pré-chrétienne ont trouvé par la suite une continuité dans les légendes de chasse fantastique et les manifestations de Mardi Gras et du Carnaval.

## Manifestations

### Dames de la Nuit
Certaines chasses fantastiques sont essentiellement composées de femmes et conduites par des domina - figures féminines tantôt bonnes, tantôt mauvaises. Ces chasses fantastiques féminines reposaient sur la croyance aux alter egos et à la faculté magique de se dédoubler pour commettre des méfaits. A la manière des Benandanti au XVIe siècle, ces femmes semblables à des sorcières s'affrontent dans un combat nocturne surnaturel dont l'issue détermine la fertilité des récoltes. Ces troupes peuvent être guidées par Holda, Diana, Hérodiade, Satia ou Dame Abonde, Percht ou Perchta en Allemagne. Leurs chasses nocturnes se caractérisent par des festins et la consommation de nourriture et de boissons dans les demeures qu'elles envahissent la nuit. D'après Claude Lecouteux, ces récites mythiques ont une fonction calendaire et divinatoire : dans l'Occident médiéval, tables et festins sont ainsi dressés pour attirer les faveurs des Dames de la Nuit dont dépendra la fertilité des sols, des troupeaux et des hommes.

### Chasse volante
Dans la majorité des cas, un personnage enfreint une loi sacrée : grand chasseur, il assiste à la messe, lorsqu'il entend un signal, ses valets ont levé un gibier. Le personnage n'écoutant que son instinct de chasseur quitte la messe, suivi de tout son entourage, pour sauter sur son cheval et partir à la chasse. La punition du sacrilège ne se fait pas attendre : le personnage, ses compagnons, leurs valets, chevaux et chiens, sont emportés par une puissante tempête qui ne prend jamais fin, souvent à la poursuite d'un gibier qu'ils n'atteignent jamais, dans un supplice semblable à celui de Tantale. C'est cette chasse hurlante que l'on entend passer, la nuit, quand se déchaîne la tempête. Chaque version développe ensuite des détails différents.
On évoque parfois le sort des personnes qui se trouvent présentes lors du passage de la chasse, et des moyens d'échapper à une mort certaine : en faisant des moulinets au-dessus de sa tête avec un bâton ou avec son bras, en traçant un cercle sur le sol, en présentant une croix, etc. Les imprudents qui réclament une part du gibier (Part à la chasse !) voient tomber des cadavres humains, entiers ou en morceaux.

### Chasse terrestre
Il existe un autre thème de chasse maudite. Celle-ci n'est pas « volante », mais se fait dans les bois et les forêts, toujours à grand bruit, et sans qu'on la voie. Il n'est jamais souhaitable de se trouver sur le passage de cette chasse. Elle est en général le fait d'un pacte passé avec le Diable, qui condamne l'imprudent à parcourir la forêt en chassant, à certaines heures et dates fixées. Ce sont souvent des prêtres ou des moines qui sont tombés dans ce piège : ainsi, un moine de l'abbaye de Laval Dieu, qui aimait la chasse, voit une bête et s'écrie : « Le Diable m'emporte si ce n'est pas un loup ! »  Or, c'était un renard. Le Diable surgit et menace d'emporter le moine, puis lui offre de ne prendre son âme qu'au jour de sa mort, mais en contrepartie il devra faire treize fois le tour des bois en criant « Taïaut ! », comme s'il chassait. C'est donc ce qu'il fait. Dans le pays, on l'entend, mais on ne le voit jamais. On lui a donné le nom d'Ouyeu : « le Crieur ». En Espagne, la Santa Compaña est une procession de morts.

### Autres légendes
En Bretagne, il existe des légendes qui cependant n'ont pas trait à la chasse, comme celle du passage de l'Ankou sur sa charrette, ou celle, près de la baie des Trépassés, des chiens des équinoxes (chas an Geidell), qui de l'enfer tentent vainement d'atteindre le ciel.
Les chasses constituées uniquement de chiens sont fréquentes (la chasse à Briquet, Poitou) : en ce cas, il faut attacher le chien de la maison, sinon il rejoindrait ses congénères.
En dehors d'une chasse proprement dite (poursuite d'un gibier), on a alors un cortège de damnés errants ou conduits en enfer, ou des enfants morts sans baptême à qui le Paradis a été refusé, et qui errent sans fin en gémissant.

## Noms des chasses fantastiques
Selon les pays et les régions, le nom de la légende varie. La plupart des noms commençant par le mot chasse suivi d'un nom de personnage (la Chasse Hennequin), d'un roi (la Chasse du roi Salomon, la Chasse du roi Artus), plus rarement d'un saint (la Chasse Saint-Hubert, Saint-Eustache), d'un qualificatif (la Chasse sauvage, la Chasse galopine, la Chasse volante) ; mais on trouve aussi Menée (la Menée Hellequin) ou Mesnie, voire Mesnieye, termes de l'ancien français désignant la « maisonnée ».
Dans le Berry, on trouve la chasse à Bôdet, ou le mulet-odet, ce qui ramène à l'âne et à la chasse à baudet : 

« Une des scènes de la nuit dont la croyance est la plus répandue, c'est la chasse fantastique : elle a autant de noms qu'il y a de cantons dans l'univers. Chez nous, elle s'appelle la chasse à baudet, et affecte les bruits aigres et grotesques d'une incommensurable troupe d'ânes qui braient. »

— George Sand
La Chasse-galerie et ses variantes (chasse Galery, chasse Galère, etc.), possiblement nommée d'après un seigneur nommé Gallery, de la Vendée et du Poitou, s'est répandue au Canada, où les chevaux ont été remplacés par un canoë volant déjà présent dans les mythes autochtones. Les personnages bibliques abondent : Caïn, David, Hérode, Holopherne, Salomon.
Le roi Arthur (Artur, Artus) occupe aussi une place de choix. Les chasses sont rarement, du moins en France, conduites par une femme, qui est alors généralement anonyme (Dame blanche)[réf. nécessaire].

### La Mesnie Hellequin
Jean-Claude Schmitt consacre un chapitre de son ouvrage Les Revenants (voir Bibliographie) au thème de la Mesnie Hellequin. Il indique que ce terme commence à apparaître au XIIe siècle dans les textes, et que la plus ancienne mention connue est due au moine anglo-normand Orderic Vital (1075-1142 ; livre VIII de son Histoire ecclésiastique, écrit entre 1133 et 1135). Celui-ci rapporte le récit d'un jeune prêtre, Walchelin, qui aurait rencontré une foule terrifiante dans la nuit du 1er janvier 1091 dans la région de Courcy. Walchelin lui a décrit d'abord une troupe de piétons torturés par des démons, suivie d'une armée de religieux, dont des évêques et des abbés, et enfin d'une armée de chevaliers : il a reconnu plusieurs personnes décédées dans chacun de ces trois groupes. Il a identifié ce défilé à la Mesnie Hellequin (familia Herlechini) dont il avait déjà entendu parler. Il aurait été lui-même pris à la gorge par un revenant (un chevalier mort) et en conservait une marque de brûlure.
Selon d'autres théories, Hellequin, Hennequin et leurs variantes désignent un diable médiéval français, probablement issu du folklore germanique Herla (en) (Herla King en anglais ou Erlkönig en allemand).

### Belgique
Chasse fantastique et le mendiant (Leuven)
Chasse infernale d'Odin (Bohan)

### France
- Alsace
  - Chasse volante, Haute Chasse,
  - Huperi
  - Hüstscher
  - Hubi
  - Der Nachtsgœger (le chasseur de la nuit)
  - Wilde Jäger
- Anjou
  - Chasse Helquin
- Berry
  - Chasse à Bôdet, menée par le diable qui emporte les damnés en enfer.
  - Chasse à baudet
  - Mulet-odet
  - Chasse à Rigaud
  - Chasse à Ribaut
- Bourgogne
  - Le chasseur des Avents et son chien Gavelo.
- Bresse
  - Chasse du roi Hérode
- Bretagne
  - Chasse Arthur
  - Chariot de David, légende d'Ille-et-Vilaine.
- Centre
  - Chasse Macchabée, Chasse macabre, ou Chasse infernale menée par Thibault le Tricheur, premier premier comte de Blois,
  - Chasseur noir (surnom du comte Thibault).
  - Chasse Malé
  - Chasse Mare
  -  Chasse Maro
- Forez, Bourbonnais
  - Chasse Maligne, menée par le diable.
  - Chasse Gayère
- Franche-Comté
  - Haute-chasse
  - Chasse de la Dame de Moissey
  - Chasse d'Oliferme (Holopherne ?)[réf. nécessaire]
- Gascogne
  - Chasse Artus[9]
- Île-de-France
  - Grand Veneur appelé aussi Monsieur de Laforêt (forêts de Fontainebleau, de Rambouillet ou de Bondy)
- Limousin
  - Chaça galera (prononcer Sacho galero), Chaça galiera (prononcer Sacho galiero) : en occitan limousin, l'adjectif galier, galiera, signifie vaste[10].
  - Chaça volanta (prononcer Sacho voulanto)
  - Chasse Rigaud
  - Chasse de nuit
- Lorraine
  - Le chasseur du bois de Krombesch
  - Chasse de la bête du Rondet
  - Le Mouni Hennequin
  - La Mégnéye Hennequin
  - Grande Chasse
  - Chasse de Jean des Baumes
- Normandie
  - Chasse Saint-Hubert
  - Chasse Saint-Eustache
  - Chasse de Caïn, Cache de Caïn
  - Chasse Artus
  - Chassartue (Fougères)
  - Chasse Hennequin
  - Chasse Annequin
  - Chasse Proserpine
  - Chasse céserquine ou chéserquine
  - Chasse Mère Harpine
  - Chasse du Diable
- Périgord
  - Chasse Hérode. Son passage annonce une catastrophe prochaine.
- Picardie
  - Chasse aérienne des quatre fils Aymon (Thiérache)
- Poitou, Saintonge
  - Chasse Galerie, chasse Galery. Elle annonçait de grands événements. En Poitou, le seigneur Gallery était cruel et impie. Voulant poursuivre un cerf réfugié dans la grotte d'un ermite, celui-ci le maudit et condamna Gallery à une chasse éternelle.
  - Chasse galopine
  - Chasse à Caillau
  - Chasse-Briquette, Chasse à Briquet (Vienne), constituées de chiens[11]
- Vosges
  - Mesnieye Hennequin : troupe de musiciens invisibles.

### Canada

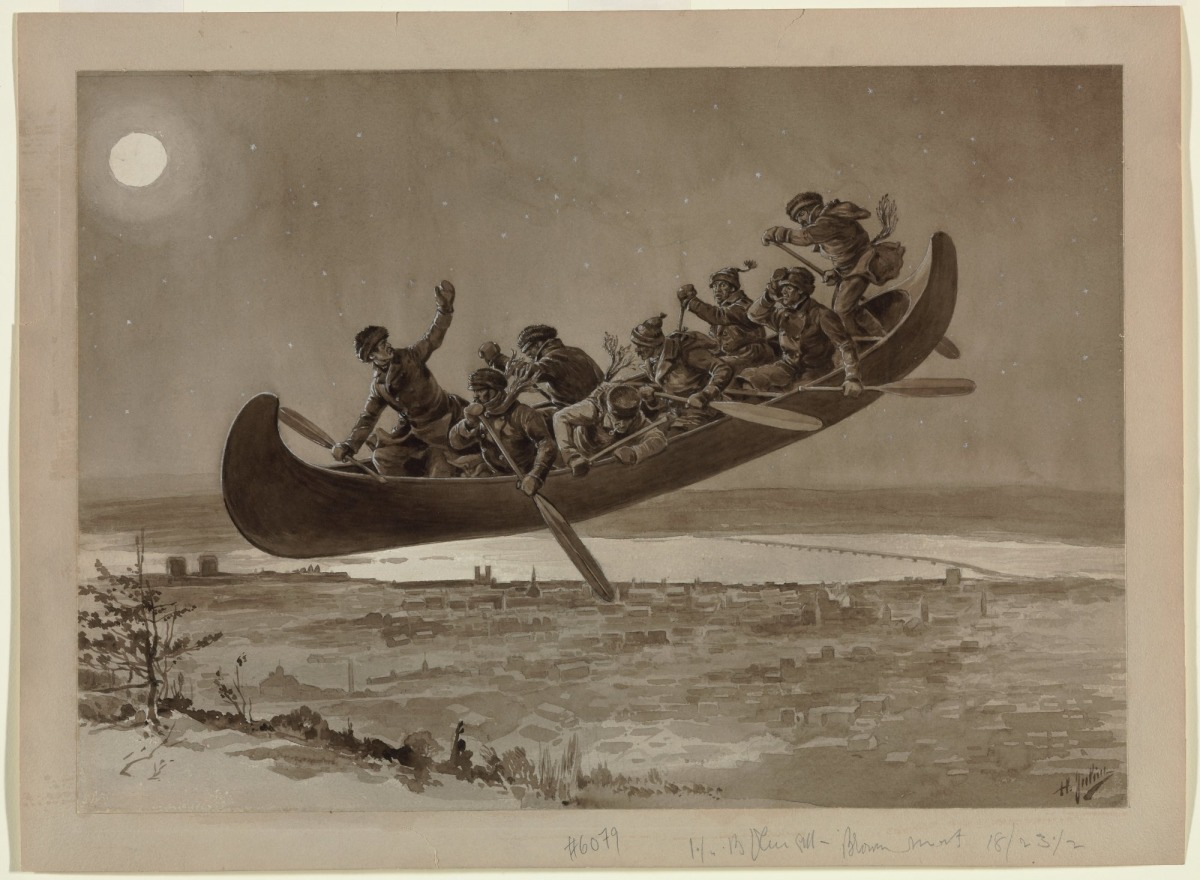
La chasse-galerie au Québec, illustration de Henri Julien (1852-1908

- - Chasse-galerie
  - The bewitched canoe
  - The flying Canoe

### États-Unis d'Amérique
- - Wild Hunt
  - Woden's Hunt
  - Herod's Hunt
  - Gabriel's Hounds
  - Cain's Hunt
  - Devil's Dandy Dogs
  - Ghost Riders

### Allemagne
- - Wotan, Grodens, Wodens heer [12]. Les frères Grimm l'appellent Wütendes Heer, « l'armée furieuse », qu'ils relient à Wotans Heer, « l'armée de Wotan ».
  - Perchta, déesse germanique, équivalente à la divinité nordique Freya.
  - Berchtold, personnage masculin indéterminé, probablement dérivé de Perchta.
  - Holda
  - Dietrich de Berne

### Espagne
- Galice
  - Santa Compaña, ou estadea, estantiga, rolda, as da noite, pantalia, avisóns, pantaruxada... Procession de morts, ou d'âmes, conduite par un vivant portant une croix ou un chaudron rempli d'eau bénite. Il ne peut échapper à cette obligation que s'il rencontre un autre vivant qui prendra sa place. Pour éviter ce risque, il faut soit s'enfermer dans un cercle tracé sur le sol, soit se coucher face contre terre, ou d'autres gestes conjuratoires. Ce n'est pas une « chasse volante ».
- Castille
  - Estantigua
- Asturies
  - Güestia, identique à la Santa Compaña.
- Catalogne
  - El conde Arnau (le comte Arnau), Ripollès.

### Italie
- Lombardie
  - Cascia Morta (chasse morte) ou Caccia del diavolo (chasse du diable).
- Piémont
  - Corteo dla Berta ou Càsa d'i canètt.
- Trentin
  - Cazza selvadega (chasse sauvage).

### Royaume-Uni
- - King Arthur
  - Sir Francis Drake (Dartmoor)
  - Wild Edric, nom d'un rebelle saxon
  - Yeth (Heath), Wisht hounds (Devon) : chiens de l'enfer chassant les pécheurs.
  - Dando and his dogs, The Devil and his Dandy Dogs (Kernow, Cornouaille)
  - Cwn Annwn, The Hounds of Hell (les chiens de l'enfer), Pays de Galles.
  - Gabriel Ratchets, Retchets (Somerset) : chiens.
  - Arawn, ou Gwyn ap Nudd (dieu gallois du monde souterrain), Pays de Galles.
  - Fionn mac Cumhaill et Fianna (Irlande)
  - Manannan (Irlande)
  - Herodias (Hérodiade), Guernesey. Chevauche accompagnée de sorcières. À noter qu'une tradition de chevauchée nocturne d'Hérodiade existe aussi dans les Pyrénées[13] françaises.

### Pays-Bas
- - Wodan (Wotan)
  - Gait met de hunties / hondjes (Gait avec ses chiens)
  - Derk met de hunties / hondjes (Derk avec ses chiens), Derk met de beer (Derk avec l'ours)
  - Henske met de hondjes / Hänske mit de Hond (Henske avec son chien)
  - Het glujende Peerd (le cheval lumineux)
  - Ronnekemere
  - Berend van Galen

### Pays basque
- - Mateo-Txistu. Au Pays basque, le meneur de la chasse est souvent un curé qui a abandonné sa messe pour aller à la chasse. De nombreux noms sont attribués à la chasse maudite.
  - Errege Xalomon (Chasse du roi Salomon). Parfois, il s'agit de l'abbé Salomon.

### Norvège

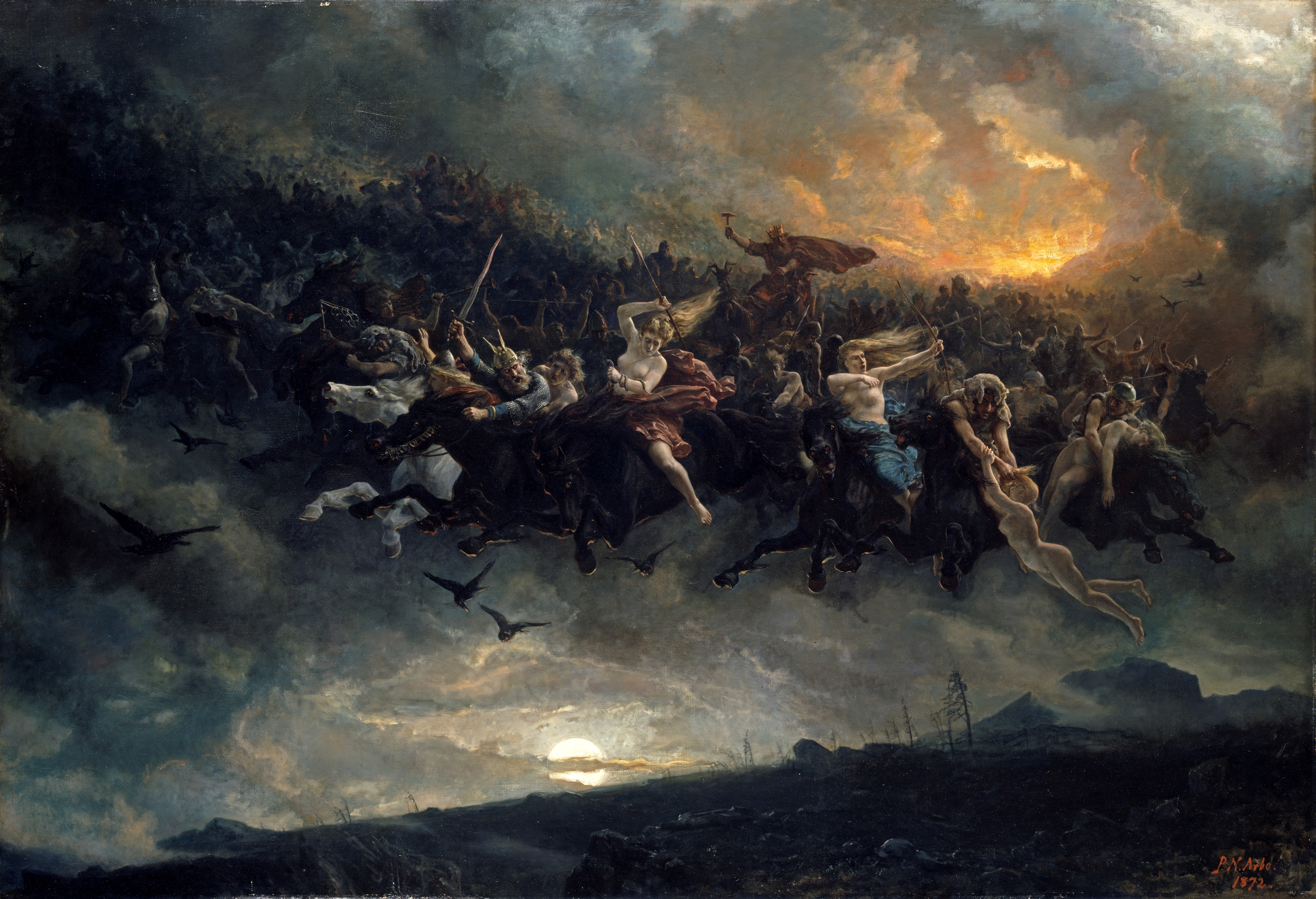
Åsgårdsreien (La Chasse d’Odin), Toile de Peter Nicolai Arbo, Galerie nationale d'Oslo, 1872

- - Chasse d'Odin
  - Oskoreia
  - Åsgårdsreia
  - Jolereia

### Danemark
- - Odin
  - King Vold
  - Valdemar Atterdag

### Suède
- - Odens jakt (Chasse d'Odin)
  - Vilda jakten (Chasse sauvage)